# Mikal Haugen Bjørnstad
Mikal Haugen Bjørnstad (17 aprile 1993) è un giocatore di calcio a 5 e calciatore norvegese, difensore del Freidig e difensore del Trygg/Lade.

## Carriera
Haugen Bjørnstad è cresciuto nelle giovanili del Rosenborg. In vista della stagione 2013, è passato al Ranheim a titolo definitivo.
L'11 luglio 2013, è stato ceduto con la formula del prestito allo Strindheim. Ha esordito con questa maglia il 5 agosto, schierato titolare nella sconfitta interna per 2-3 subita contro il Rosenborg 2. Il 24 agosto ha trovato il primo gol per lo Strindheim, nella vittoria per 1-3 sul campo del Levanger.
Nel 2014, Haugen Bjørnstad è passato al Rødde. Dal 2016 si è trasferito al Trygg/Lade.
A partire dalla stagione 2014-2015, è stato attivo anche nel calcio a 5: la federazione norvegese, che segue entrambe le discipline, permette infatti che i giocatori possano dedicarsi ad entrambe le attività. Haugen Bjørnstad è stato quindi in forza al Tiller, mentre in seguito ha vestito le maglie di Pumas e Freidig.